# خطاب حالة الاتحاد 2022
خطاب حالة الاتحاد لعام 2022 ألقاه الرئيس السادس والأربعين للولايات المتحدة، جو بايدن، في 1 مارس 2022 في قاعة مجلس النواب الأمريكي. تم تقديمه إلى الكونغرس الأمريكي الـ 117. وكان هذا أول خطاب لبايدن عن حالة الاتحاد وخطابه الثاني في اجتماع مشترك للكونجرس الأمريكي. وترأست هذه الجلسة المشتركة رئيسة مجلس النواب نانسي بيلوسي برفقة كامالا هاريس نائبة الرئيس بصفتها رئيسة مجلس الشيوخ. كما أنها المرة الأولى في التاريخ الأميركي التي تجلس فيها امرأتان، هما نائب الرئيس هاريس ورئيسة مجلس النواب بيلوسي، خلف رئيس الولايات المتحدة خلال خطاب حالة الاتحاد.

## الخطاب
تم إلقاء خطاب حالة الاتحاد في الساعة التاسعة مساء بتوقيت شرق الولايات المتحدة في الأول من مارس 2022. تناول الرئيس جو بايدن وباء كوفيد-19 و‌الغزو الروسي لأوكرانيا عام 2022.

## الردود
وقدمت حاكمة ولاية آيوا كيم رينولدز رد الجمهوريين على خطاب حالة الاتحاد. وذكرت انسحاب قوات الولايات المتحدة من أفغانستان والغزو الروسي لأوكرانيا عام 2022. كما انتقدت اسلوب الرئيس في السياسة الخارجية ووصفته بانه «قليل جدا ومتأخر جدا». وفيما يتعلق بالسياسة الداخلية، انتقدت ارتفاع معدلات التضخم. كما انتقدت إلزامية ارتداء الأقنعة وتعامل الديمقراطيين مع وباء كوفيد-19 في الولايات المتحدة. قالت أنّها كحاكمة لآيوا، كانت ولايتها أوّل من أعاد فتح المدارس . كما انتقدت سياسة الحدود التي ينتهجها بايدن.